# 唐才子傳
《唐才子傳》，元朝辛文房撰，成書於元成宗大德甲辰（1304年），共十卷，共收唐、五代詩人傳記278篇，傳中又附120人小傳，合計398人。

## 介紹
辛文房是西域人﹐曾官省郎。元成宗大德甲辰（1304年）撰成《唐才子传》一書。在此之前，尚無一本唐代詩人專門傳記，《唐才子傳》是第一本唐代詩人傳記，“遊目簡編，宅以史集，或求詳累帙，因備先傳，撰以成篇，斑斑有據，以悉全時之盛，用成一家之言”，文筆秀雅，可讀性極強。伍崇曜称：“其书评骘精审，似钟嵘《诗品》；标举新异，似刘义庆《世说》；而叙次古雅，则又与皇甫谧《高士传》相同”。
此書涉及人物廣泛，明显有舛误和不足，甚至是無篇無之，如《刘长卿小传》中记权德舆称刘长卿为“五言长城”﹐事實是刘长卿“自以为五言长城”。《杜甫小传》里所讲的李邕“奇其才，先往见之”的说法，有误，李邕拜訪杜甫之前，李白、高适、杜甫已先行一同拜訪李邕，高有诗曰“一生徒羡鱼，四十犹聚萤”，杜贈詩曰“芳宴此时具，哀丝千古心”。《薛据小傳》：記薛據是“荆南人。开元十九年（731年）王维榜进士……”，但王维是开元九年（721年）进士，而《旧唐书》载薛据之兄为河东人。《張繼小傳》說張繼“為鹽鐵判官”，周義敢認為張繼是否任鹽鐵判官“尚待考核”。《戴叔伦小传》稱戴叔伦是“贞元十六年陈权榜进士”，有誤，戴叔伦卒于贞元五年，不可能在贞元十六年中进士。《唐彥謙小傳》記唐彥謙：“唐人效杜甫者，惟彦谦一人而已。”，事實上彥謙學最多是李商隱，《唐詩紀事》云:“彥謙學義山爲詩。”，而唐人學杜詩最有成就者應該是李商隱。《薛逢小传》记薛逢进士及第后即“调万年尉”，也嫌簡略，應以《旧唐书·薛逢传》记“释褐秘书省校书郎”為是，薛逢因得罪劉瑑而貶為“巴州刺史”一說恐誤，刺史的品秩為正四品，而此前所任縣令僅為正六品，不降反升，不合理；又如薛逢在四川應是先出任成都府少尹，其作品《鑷白髮》詩有“前年依亞成都府，月請俸緍六十五”句可證，少尹月俸正好是六萬五千（六十五貫）。《王建小傳》說王建是穎川人，遲乃鵬透過姚合詩考證，王建應為渭南縣人。又說王建是大曆十年進士，傅璇琮據張籍詩及白居易《與元九書》等史料，考證出當時王建只是十歲或七歲孩童。《嚴維小傳》稱嚴維曾任“馀姚令”，但姚合《极玄集》有一诗，题曰：《馀姚祇役奉简鲍参军》，所謂“馀姚祇役”只是來餘姚出差。《孟雲卿小傳》稱孟雲卿是“關西人”，實則孟為河南平昌人，所謂“關西人”之說可能受杜甫《寄張十二山人彪三十韻》：“歷下辭姜被，關西得孟鄰。”之句的誤導。《楊發小傳》稱“恨其出處事跡不得而知也”，然而楊發於《兩唐書》皆有傳，附於其弟楊收傳裡。又說李白入水捞月而死、駱賓王在靈隱寺為僧皆純為小說家之言，失之考證。本書也雜夾神話色彩，《常建小傳》提到常建遇“秦时宫人，亡入山来食松叶”，《韓湘小傳》的韓湘則是照錄民間神話故事八仙過海的韓湘子。
《唐才子傳》一度在中國久佚，清初《四库全书》馆臣从《永乐大典》辑出243人，附传44人，共287人，编为8卷，已不全。日本《佚存丛书》有完整的10卷本，記有278人，附传120人。

## 目錄

### 卷一
- 〈六帝〉（唐末六帝，明、宪、德、文、僖、睿）〈王績〉〈崔信明〉〈王勃〉〈楊炯〉〈盧照鄰〉〈駱賓王〉〈杜審言〉〈沈佺期〉〈宋之問〉〈劉希夷〉〈陳子昂〉〈李百藥〉〈李嶠〉〈張說〉〈王翰〉〈吳筠〉〈張子容〉〈李昂〉〈孫逖〉〈盧鴻〉〈王泠然〉〈劉慎虛〉〈王灣〉〈崔顥〉〈祖詠〉〈儲光羲〉

### 卷二
- 〈包融〉〈崔國輔〉〈盧象〉附韋述〈綦毋潛〉〈王昌齡〉附辛霽〈常建〉〈賀蘭進明〉〈崔署〉〈陶翰〉〈王維〉附裴迪、崔興宗〈薛據〉〈劉長卿〉附李穆〈李季蘭〉附[10]〈閻防〉〈李頎〉〈張諲〉〈孟浩然〉〈丘為〉〈李白〉〈杜甫〉〈鄭虔〉〈高適〉〈沈千運〉〈孟雲卿〉

### 卷三
- 〈岑參〉〈王之渙〉〈賀知章〉〈包何〉〈包佶〉〈張彪[需要消歧义]〉〈李嘉祐〉〈賈至〉〈鮑防〉附謝良〈殷遙〉〈張繼〉〈元結〉〈郎士元〉〈道人靈一〉附[11]〈皇甫冉〉〈皇甫曾〉〈獨孤及〉〈劉方平〉〈秦系〉〈張眾甫〉〈嚴維〉〈于良史〉〈靈徹上人〉〈陸羽〉〈顧況〉〈張南史〉〈戎昱〉附包子虛〈古之奇〉〈蘇渙〉〈朱灣〉〈張志和〉

### 卷四
- 〈盧綸〉〈吉中孚〉〈韓翃〉〈耿湋〉〈錢起〉附錢徽、懷素〈司空曙〉〈苗發〉〈崔峒〉〈夏侯審〉〈李端〉〈竇叔向〉〈康洽〉〈李益〉〈冷朝陽〉〈章八元〉〈暢當〉〈王季友〉〈張謂〉〈于鵠〉〈王建〉〈韋應物〉〈皎然上人〉〈武元衡〉〈竇常〉〈竇牟〉〈竇群〉〈竇庠〉〈竇鞏〉〈劉言史〉〈劉商〉

### 卷五
- 〈盧仝〉〈馬異〉〈劉叉〉〈李賀〉〈李涉〉〈朱晝〉〈賈島〉〈莊南傑〉〈張碧〉〈朱放〉〈羊士諤〉〈姚系〉〈麹信陵〉〈張登〉〈令狐楚〉〈楊巨源〉〈馬逢〉〈王涯〉〈韓愈〉〈柳宗元〉〈陳羽〉〈劉禹錫〉〈孟郊〉附陸長源〈戴叔倫〉〈張仲素〉〈呂溫〉〈張籍〉〈雍裕之〉〈權德輿〉〈長孫佐輔〉〈楊衡〉附符载、李群、李渤

### 卷六
- 〈白居易〉〈元稹〉〈李紳〉附郁渾〈鮑溶〉〈張又新〉〈殷堯藩〉〈清塞〉〈無可〉〈熊孺登〉〈李約〉〈沈亞之〉〈徐凝〉〈裴夷直〉〈薛濤〉〈姚合〉〈李廓〉〈章孝標〉〈施肩吾〉〈袁不約〉〈韓湘〉〈韓琮〉〈韋楚老〉〈張祜〉附崔涯〈劉得仁〉〈朱慶餘〉〈杜牧〉附嚴惲

### 卷七
- 〈楊發〉〈李遠〉〈李敬方〉〈許渾〉〈雍陶〉〈賈馳〉〈伍喬〉〈陳上美〉〈李商隱〉〈喻鳧〉附薛瑩〈薛逢〉〈趙嘏〉〈薛能〉〈李宣古〉附李宣遠〈姚鵠〉〈項斯〉〈馬戴〉〈孟遲〉〈任蕃〉〈顧非熊〉〈曹鄴〉〈鄭嵎〉〈劉駕〉〈方幹〉〈李頻〉〈李群玉〉

### 卷八
- 〈李郢〉〈儲嗣宗〉〈劉滄〉〈陳陶〉〈鄭巢〉〈于武陵〉〈來鵬〉〈溫庭筠〉附紀唐夫〈魚玄機〉〈邵謁〉〈于濆〉〈李昌符〉〈翁綬〉〈汪遵〉〈沈光〉〈趙牧〉附劉光遠〈羅鄴〉〈胡曾〉〈李山甫〉〈曹唐〉〈皮日休〉〈陸龜蒙〉〈司空圖〉〈僧虛中〉附顧栖蟾〈周繇〉

### 卷九
- 〈崔道融〉〈聶夷中〉〈許棠〉〈公乘億〉〈章碣〉〈唐彥謙〉〈林嵩〉〈高蟾〉〈高駢〉〈牛嶠〉〈钱珝〉〈趙光遠〉〈周朴〉〈罗隐〉〈罗虬〉〈崔鲁〉〈秦韬玉〉〈鄭谷〉〈齊己〉〈崔涂〉〈喻坦之〉〈任涛〉〈温宪〉〈李洞〉〈吴融〉〈韓偓〉〈唐备〉〈王驾〉〈戴思颜〉〈杜荀鹤〉

### 卷十
- 〈王煥〉〈徐寅〉〈張喬〉附劇燕、吳罕〈鄭良士〉〈張鼎〉附赵抟、韦霭、谢蟠隐、张为〈韋莊〉〈王貞白〉〈張蠙〉〈翁承贊〉〈王轂〉〈殷文圭〉附[12]〈李建勛〉〈褚載〉〈呂巖〉〈盧延讓〉〈曹松〉附王希羽、劉象〈裴說〉附裴谐〈貫休〉〈張瀛〉〈沈彬〉附沈廷瑞〈唐求〉附杨夔〈孫魴〉〈李中〉〈廖圖〉附鄭準〈孟賓于〉〈孟貫〉〈江為〉〈熊皎〉〈陳摶〉

## 校本
由於《唐才子傳》存在大量舛误和不足，坊間出現各種校箋本。其中傅璇琮主編《唐才子傅校笺》匯集各家考證成果，其《校笺》第五冊則是針對前四冊出版後，受到各方的巨大迴嚮，再一次進行補充與校正，可視為現今《唐才子傳》校本的最高成就。其他校本列出如下：
- 周本淳《唐才子传校正》
- 王大安校订《唐才子传》
- 舒宝璋校注《唐才子传》
- 孙映逵《唐才子传校注》
- 李立朴《唐才子传全译》